# Século VII a.C.
Milénios: segundo milénio a.C. - primeiro milénio a.C. - primeiro milénio d.C.
Séculos: Século VIII a.C. - Século VII a.C. - Século VI a.C.
O Império Neoassírio continuou a dominar o Oriente Próximo durante este século, exercendo um poder formidável sobre vizinhos como Babilônia (localizada no atual Iraque) e Egito. Nas últimas duas décadas do século, no entanto, o império começou a se desintegrar à medida que vários inimigos faziam alianças e guerreavam de todos os lados. Os assírios finalmente deixaram o cenário mundial permanentemente quando sua capital, Nínive (localizada no atual Iraque), foi destruída em 612 a.C. Esses eventos deram origem ao Império Neobabilônico, que dominaria a região durante grande parte do século seguinte.
A Dinastia Chou continua a reinar na China e o Período Tardio começa no Egito com a 26ª dinastia começando com a coroação de Psamético I.

## Eventos

### África
- 700 a.C.: As populações do sul da Arábia instalam-se no norte da Etiópia (Yeha, Haoulti, Matara), introduzem novas práticas agrícolas, em particular o uso do arado e constroem as primeiras aldeias de pedra [1][2]. Uma forma de centralização política apareceu por volta do século V aC. sob o nome de D'mt.

- Meroé torna-se a capital do Reino de Cuxe, na Núbia (actual Sudão)

### Oriente Médio
- 704 a.C.-609 a.C.: apogeu do Império Assírio[3]

- São cunhadas, na Lídia, as primeiras moedas do ocidente.

- 700 a.C.-675 a.C.: reinado de Aquêmenes, lendário rei dos persas [4]. As dez tribos persas deixam a região do Lago Urmia e se estabelecem na região que se tornará a Pérsia (atual Irã).

- 689 a.C.-664 a.C.: apogeu da XXV dinastia cuxita sob o reinado de Taraca, rei da Etiópia e faraó do Egito [5]. Taraca era um faraó negro. O culto a Osíris floresceu durante as XXV e XXVI dinastias. Torna-se dominante sobre o de Amon durante o Período Final do reinado de Necao II (Necao é de outra dinastia, não é a mesma de Taraca).

- 696 a.C.-695 a.C.: os cimérios devastam a atual Turquia. A Frígia de Midas é destruída. Após seus ataques fracassados à Assíria em 679-678 a.C., eles derrotam e matam o rei de Lídia Giges e capturam Sardes em 652 a.C., então Éfeso por volta de 640 a.C. Eles foram derrotados pelo rei cita Madyès em 630 aC. J.-C., mas são expulsos da Ásia Menor apenas por Alíates [6].

- 669 a.C.-627 a.C.: construção de uma biblioteca considerável por Assurbanípal em Nínive, composta por 5.000 obras encontradas na forma de 23.357 tabuletas ou fragmentos. Os documentos provavelmente são colocados em prateleiras de madeira ou em potes. Um scriptorium está associado à biblioteca onde os escribas copiam os textos para comunicá-los a outros centros ou para ter duplicatas no local (até seis cópias do mesmo texto foram encontradas lá). Os textos da "corrente da tradição" (em oposição aos textos de prática, contas, relatórios administrativos, cartas, anais, etc.) incluem cerca de 900 e 1.000 textos de acordo com estimativas (até 1.500 de acordo com Oppenheim). É a base do conhecimento, da reflexão, da “ciência” da civilização mesopotâmica. Apenas 200 textos literários foram encontrados. O resto é feito de presságios, orações, encantamentos ou conjurações.[7]

- 663 a.C.-612 a.C.: período das profecias de Naum, Sofonias e Habacuque [8] Possíveis autores do Livro de Naum, Livro de Sofonias e Livro de Habacuque, no entanto existem dúvidas a respeito disso.

- 660 a.C.: primeira redação dos textos bíblicos; Deuteronômio 5–26 (o código de leis que forma o núcleo do livro) [9], Livro de Josué, Livro de Juízes, Primeiro Livro de Samuel, Segundo Livro de Samuel, Primeiro Livro dos Reis e Segundo Livro dos Reis. Seu autor (ou autores) é conhecido apenas como Deuteronomista, provavelmente um escriba sob ordens do rei Josias de compilar em texto as leis e a história do povo hebreu. [10]

- 653 a.C.: no Baixo Egito o fundador da XXVI dinastia saita, o faraó Psamético I rejeita o protetorado assírio. Ele expulsa os assírios do Egito com a ajuda de mercenários gregos. O declínio da Assíria permite que o Egito desempenhe um papel cada vez maior no Oriente Médio. Psamético e seu sucessor Necao II intervieram até o Eufrates, mas não conseguiram impedir a queda de Nínive (612 aC) e a divisão do império assírio entre medos e babilônios.

- 614 a.C.-609 a.C.: guerra da Babilônia e dos medos contra a Assíria. Início do avanço dos medos, povo iraniano, na Alta Mesopotâmia. Seu rei Cyaxare se alia a Nabopolassar, rei da Babilônia, e toma Assur.

- 612 a.C.: colapso da Assíria. Nínive é tomada e saqueada pela aliança militar entre os medos e os babilônios. Início da hegemonia militar da Babilônia no Oriente Médio.

- A partir do final do século, o aramaico impôs-se como língua das trocas internacionais, ocupando o lugar ocupado pelo acadiano [11]

### Extremo Oriente
- 722 a.C.-481 a.C.: Período das Primaveras e Outonos na China[12]. Os senhores feudais de Qi (Tsi), Jin (Tsin), Chu (Tch'ou), Wu e Yue triunfaram na China porque presidiram os ritos de aliança entre cidades nos séculos VII e VI aC., o que lhes permite impor sua dominação sobre os mais fracos. Os reinos periféricos de Qi, Jin e Chu afirmam sua autonomia e independência da capital religiosa dos Chou. Eles desenvolvem culturas locais originais pela fusão dos chineses com as populações aborígines. A nobreza de Jin é assim misturada com bárbaros como resultado de suas trocas de mulheres com os Di, uma população não chinesa de Xianxim. As chefias bárbaras locais, lentamente assimiladas, parecem ter desempenhado um grande papel na formação do país de Qin. O país de Chu parece estrangeiro por sua cultura e seu idioma aos chineses da grande planície. Wu e Yue, nas planícies do baixo Yangzi e nas costas do estuário de Zhejiang, desenvolvem uma cultura independente no sudeste. A tecnologia do ferro era amplamente utilizada naquela época[13].

- Na Coreia, imigração de povos da Manchúria e do Norte da China durante a Idade do Bronze [14]

### Europa
- 720-575 a.C.: período orientalizante da civilização etrusca, caracterizado pela importação e imitação de objetos do mundo egeu e da bacia oriental do mar Mediterrâneo. Na Itália central, as cidades etruscas foram formadas com base nas aldeias villanovanas, provavelmente resultantes da fusão da cultura Villanova com uma aristocracia guerreira da Ásia Menor. No final do século, as cidades-estados etruscas formaram uma liga na Etrúria (Dodecápolis) ligada por um santuário comum, o Fanum Voltumnae onde, segundo Lívio, foi realizado um "concilium omni Etrurirae" (Conselho de toda a Etrúria) presidido por um sacerdote (talvez o “zilath mechl rasnal” dos textos etruscos). As primeiras inscrições na língua etrusca aparecem por volta de 700 a.C. O alfabeto é emprestado do grego. A primeira cartilha conhecida, inscrita na borda de uma placa de marfim de Marsiliana d'Albergna, tem 26 letras. As inscrições etruscas arcaicas são apenas [15].

- 700 a.C.: Criação do Fórum Boário, primeiro fórum de Roma, onde se estabeleceram mercadores gregos e fenícios, como evidenciado pela presença de cacos de cerâmica [16]

- Os grupos celtas da primeira Idade do Ferro dividem-se em duas áreas geográficas: a zona ocidental, com os espadachins, a zona oriental, com os machados. As cerâmicas têm formas comuns, mas a decoração difere. No Ocidente, motivos abstratos herdados da Idade do Bronze, enquanto um estilo mais narrativo se desenvolveu no Oriente: as urnas de Sopron (Hungria) ou Fischbach (Baviera), datadas do século VII aC., apresentam silhuetas esquemáticas; dançarinos, músicos, tecelões, mulheres de braços erguidos e guerreiros. Nas vasilhas de bronze batido do cemitério de Kleinklein (leste da Áustria), a figuração (desfile de personagens e caçadas místicas) está associada à tradição geométrica. Um dos túmulos tem máscara humana e mãos recortadas em lâminas de bronze, influência do vizinho mundo ilírico (máscaras funerárias em folha de ouro de Trebenishte, na Macedônia). Personagens mitológicos (grandes deusas, guerreiros itifálicos, veados, javalis) são encenados no carro votivo de Strettweg (Estíria) colocado em cremação [17] As elites mantêm intercâmbios econômicos e culturais com o mundo mediterrâneo, em particular os etruscos. Em Heuneburg, o recinto de terra e madeira da segunda metade do século foi substituído por volta de 600 por uma muralha de tijolos de barro encimada por torres salientes e encimada por uma passarela coberta, uma estrutura tipicamente mediterrânea. O aglomerado, resultado de um agrupamento de povoados da Idade do Bronze, contava então com cerca de 10.000 habitantes [18].

#### Grécia
- As cidades-estados gregas começam a se desenvolver em torno de grandes edifícios públicos (templos, teatros e ginásios). Muitos delas são o centro de pequenos estados.

- Tróia, deserta por quatro séculos, foi reocupada por colonos eólios.[19]

- 700-650 aC: em Atenas, o estudo dos túmulos e estelas funerárias da época parece indicar o retorno ao poder dos agathoi e sugere assim uma divisão da sociedade em dois grupos, que poderiam ser os eupátridas e os camponeses dependentes mencionados pelos textos [20]

- 683 a.C.: abolição da monarquia em Atenas, início do regime oligárquico dos arcontes.

- 675 a.C. a 500 a.C.: Segunda onda de colonização das cidades gregas, com motivações mais econômicas do que no período anterior [21]  Esta nova onda diz respeito ao Estreito de Messina e ao Norte do Mar Egeu, Taranto, Campânia, às relações comerciais com os etruscos, à instalação na Gália (Marselha), na Córsega e em Espanha, o Pont-Euxin (Istros à volta 650 aC), e a África com Cirene e Naucratis no Egito [22].

- Criação e disseminação na Grécia da tática de falange composta por hoplitas.

### Estepes da Eurásia
- 700-300 aC. AD: Período Tagar na Ásia Central. Assentamentos permanentes (alguns fortificados) dos citas nas estepes, povo guerreiro de origem iraniana, rico e poderoso. Cavalaria blindada. Eles se estabeleceram no sul da Rússia e na Ucrânia. Eles vendem trigo para as colônias gregas no Mar Negro e no Mar de Azov. Aparição de proto-turcos nas Montanhas Altai [23].

### América
- 650 a.C.: monumento 13 de La Venta denominado “estela do embaixador” [24]. As civilizações olmecas dominam os hieróglifos e têm uma forma de calendário de 260 dias[25]. Os olmecas praticam um jogo de bola ritual.

## Personagens Importantes
- Assurbanípal, rei da Assíria
- Fédon, rei de Argos.
- Arquíloco de Paros, primeiro poeta lírico grego (712-664 aC).
- Hesíodo, camponês e poeta da Beócia, escreveu Os Trabalhos e os Dias, a Teogonia e o Catálogo de Mulheres (cerca de 740/670 aC).
- Tales de Mileto, filósofo e estudioso grego (625-547 aC).
- Zaratustra, chamado pelos gregos de Zoroastro, o profeta fundador do Zoroastrismo (628-551 aC, 630-550 aC ou 660-582 aC, datas possíveis48).
- Calino de Éfeso (Jônia), poeta elegíaco (apogeu em 690 aC).
- Árion de Metomna (Lesbos), poeta.
- Tirteu(Creta), músico (cerca de 670-640 aC).
- Aristeas de Proconeso, viajante grego que visitou os citas (c. 650 aC ou mais tarde).
- Naum, profeta bíblico.
- Sofonias, profeta bíblico.
- Habacuque, profeta bíblico.
- Jonas, profeta bíblico
- Álcman, um dos primeiros poetas gregos do lirismo amoroso (nascido em Sardes na Lídia em 672 e falecido em Esparta em 612 aC).
- Safo, antiga poetisa grega (nasceu e morreu em Lesbos, Grécia) (falecida em 580 aC).

## Anos
700 a.C. | 699 a.C. | 698 a.C. | 697 a.C. | 696 a.C. | 695 a.C. | 694 a.C. | 693 a.C. | 692 a.C. | 691 a.C.
690 a.C. | 689 a.C. | 688 a.C. | 687 a.C. | 686 a.C. | 685 a.C. | 684 a.C. | 683 a.C. | 682 a.C. | 681 a.C.
680 a.C. | 679 a.C. | 678 a.C. | 677 a.C. | 676 a.C. | 675 a.C. | 674 a.C. | 673 a.C. | 672 a.C. | 671 a.C.
670 a.C. | 669 a.C. | 668 a.C. | 667 a.C. | 666 a.C. | 665 a.C. | 664 a.C. | 663 a.C. | 662 a.C. | 661 a.C.
660 a.C. | 659 a.C. | 658 a.C. | 657 a.C. | 656 a.C. | 655 a.C. | 654 a.C. | 653 a.C. | 652 a.C. | 651 a.C.
650 a.C. | 649 a.C. | 648 a.C. | 647 a.C. | 646 a.C. | 645 a.C. | 644 a.C. | 643 a.C. | 642 a.C. | 641 a.C.
640 a.C. | 639 a.C. | 638 a.C. | 637 a.C. | 636 a.C. | 635 a.C. | 634 a.C. | 633 a.C. | 632 a.C. | 631 a.C.
630 a.C. | 629 a.C. | 628 a.C. | 627 a.C. | 626 a.C. | 625 a.C. | 624 a.C. | 623 a.C. | 622 a.C. | 621 a.C.
620 a.C. | 619 a.C. | 618 a.C. | 617 a.C. | 616 a.C. | 615 a.C. | 614 a.C. | 613 a.C. | 612 a.C. | 611 a.C.
610 a.C. | 609 a.C. | 608 a.C. | 607 a.C. | 606 a.C. | 605 a.C. | 604 a.C. | 603 a.C. | 602 a.C. | 601 a.C.
1. ↑  Albert Adu Boahen, Joseph Ki-Zerbo, Histoire générale de l'Afrique, vol. 2, UNESCO, 1985, 925 p. (ISBN 978-92-3-201708-6)
2. ↑  Niall Finneran, The Archaeology of Ethiopia, Routledge, 2013, 336 p. (ISBN 978-1-136-75552-1)
3. ↑  Georges Roux, La Mésopotamie, Seuil, 1995, 600 p. (ISBN 978-2-02-008632-5.)
4. ↑  Yves Denis Papin, Chronologie de l'histoire ancienne, Éditions Jean-paul Gisserot, 1998, 126 p. (ISBN 978-2-87747-346-0)
5. ↑  D. Cahen, A.-C. Dero, A. Gérard, L'Afrique noire : Histoire et Culture, FeniXX, 1976, 228 p. (ISBN 978-2-402-22641-7)
6. ↑  Histoire de l'humanité, vol. 3, UNESCO, 2000 (ISBN 978-92-3-202812-9)
7. ↑  Jean-Claude Margueron, Le Proche-Orient et l'Égypte antiques, Hachette Éducation Technique, 2012, 416 p. (ISBN 978-2-01-140096-3)
8. ↑  J. J. M. Roberts, Nahum, Habakkuk, and Zephaniah : A Commentary, Westminster John Knox Press, 1991, 223 p. (ISBN 978-0-664-22362-5)
9. ↑  Rogerson 2003b, p. 154.
10. ↑  Yves Denis Papin, Chronologie de l'histoire ancienne, Éditions Jean-Paul Gisserot, 1998, 126 p. (ISBN 978-2-87747-346-0)
11. ↑  Claude Hagège, Halte à la mort des langues, Odile Jacob, 2000, 416 p. (ISBN 978-2-7381-8503-7.
12. ↑  Pierre Drapeaud, Chine : Chronologie simplifiée. Des origines à 1949, Paris, L'Harmattan, 2017, 448 p. (ISBN 978-2-343-11450-7)
13. ↑  Corinne Julien, Histoire de l'humanité : 3000 à 700 av. J.-C, UNESCO, 2001, 1402 p. (ISBN 978-92-3-202811-2
14. ↑  Madeleine PAUL-DAVID, Ogg LI, Jin-Mieung LI, « CORÉE Histoire » [arquivo], sur Encyclopædia Universalis (consultado em 24 de julho de 2018)
15. ↑  Dominique Briquel, Les Étrusques : « Que sais-je ? » n° 645, Presses Universitaires de France, 2012 (ISBN 978-2-13-062365-6)
16. ↑  Filippo Coarelli, « I santuari, il fiume, gli empori », dans Arnaldo Momigliano (dir.) et Aldo Schiavone (dir.), Storia di Roma, t. I, Turin, XLII et 628 p., p. 127-151.
17. ↑  Christiane Éluère, L'Europe des Celtes, Paris, Gallimard, coll. « Découvertes Gallimard / Histoire » (no 158), 1992.
18. ↑  Jean-Paul Demoule, Dominique Garcia, Alain Schnapp, Une histoire des civilisations : comment l'archéologie bouleverse nos connaissances, Paris, Éditions La Découverte, 2018, 601 p. (ISBN 978-2-7071-8878-6)
19. ↑  Pierre Frantz, L'épique : fins et confins, Presses Univ. Franche-Comté, 2000, 306 p. (ISBN 978-2-84627-002-1)
20. ↑  Jean-Claude Poursat, La Grèce préclassique : Des origines à la fin du VIe siècle, Points, 2014, 225 p. (ISBN 978-2-7578-4500-4)
21. ↑  Hélène Nicolet-Pierre, Numismatique grecque, Armand Colin, 2002, 504 p. (ISBN 978-2-200-26873-2)
22. ↑  Françoise Ruzé, Le monde grec antique, Hachette Éducation Technique, 2011, 352 p. (ISBN 978-2-01-181834-8)
23. ↑  Jean-Paul Roux, Histoire des Turcs : Deux mille ans du Pacifique à la méditerranée, Fayard, 2000, 494 p. (ISBN 978-2-213-64065-5)
24. ↑  Christian Duverger, La Méso-Amérique : art et anthropologie, Flammarion, 1999
25. ↑  Christian Lemoy, À travers le Pacifique : de l'Asie antique à l'Amérique précolombienne, Nantes, Christian Lemoy, 2006, 335 p. (ISBN 978-2-310-00391-9)